# Spriggan

Spriggan (スプリガン, Supurigan) é uma série de mangá escrita por Hiroshi Takashige e ilustrada por Ryōji Minagawa.
Spriggan se passa nos últimos anos da Guerra Fria, onde artefatos misteriosos e desconhecidos chamados de artefatos fora do lugar ou out-of-place artifacts (OOPArt) são descobertos em várias partes do mundo, levando a uma guerra secreta entre várias forças contra a ARCAM Corporation, uma organização que colocou os guardiões dos OOPArts para evitar que eles fossem usados como armas.
Spriggan foi publicado nas revistas de mangás Weekly Shōnen Sunday e Shōnen Sunday Super da Shogakukan  de 1988 a 1996. O mangá foi adaptado em um filme de anime pelo Studio 4°C em 1998. Um jogo PlayStation chamado priggan: Lunar Verse também foi baseado no mangá com algum material criado para o jogo.
Em Portugal, o mangá foi publicado em 1995 como Striker: O Guerreiro pela Texto Editora.

## Personagens
Coronel MacDougal
Apesar de ter uma aparência de criança, MacDougal é uma arma militar muito poderosa, com poderes inimagináveis. Criado em laboratório, Macdougal possui uma força telecinética poderosa, com um escudo magnético implantado em seu cérebro.
Dr. Meisel
Jean Jacques Mondo
O melhor Spriggan da França. Jean é amigo rival e mentor de Yu, um ex Berserker aprendeu a controlar sua fúria. Jean ajuda Yu em ação.
Margaret
Tanaka
Yamamoto
Yu Ominae
Pode parecer uma jovem normal de 16 anos, com um aspecto inocente e rosto de menino. Mas Yu Ominae esconde um passado sombrio e assustador. Esse jovem de duas vidas diferentes pode ser o Spriggan número um da ARCAM (agente de elite) ou o aluno normal do colegial. Movido pelo desejo, desespero, e lembranças confusas, ele  é o agentes dos agentes da ARCAM
Fattman
Tem uma força incrível e com um corpo cyborg quase indestrutível. possui uma arma acoplada a seu braço direito, procura vigança contra Yu.
Little Boy